# Wget
GNU Wget é um programa livre que propicia o download de dados da web. É parte do projeto GNU. Seu nome deriva de World Wide Web e get. Ele suporta os protocolos a HTTP, HTTPS e FTP.
Escrito em C, Wget pode facilmente ser instalado em qualquer sistema Unix-like e já foi portado para diversos ambientes como Microsoft Windows e OpenVMS.
Entre suas capacidades, se encontram: 
- Download recursivo em FTP ou HTTP (pode inclusive ser usado para fazer um mirror de um website)
- Conversão de links para visualização offline de páginas HTML
- Suporte a proxy
- Robustez em relação a conexões instáveis (em caso de falha no download, ele automaticamente recomeça de onde terminou)
- Capacidade de ser executado sem intervenção do usuário, podendo ser usado com o nohup
- Portabilidade
- Suporte a IPv6
- Suporte a SSL/TLS
- Suporte a arquivos grandes (maiores que 2 GB)
- Suporte a limite de velocidade para o download (com o objetivo de não interferir muito nos outros usos da conexão)

## Usando o Wget

### Exemplos de uso
O exemplo abaixo mostra como baixar todo o conteúdo de um site com um nível de recursão.
```
wget -r -l 1 http://www.site.com.br

```

O exemplo abaixo mostra como baixar um arquivo .DEB para posterior instalação no Linux (Debian, Ubuntu e derivados).
```
wget
 
http://www.site.com.br/software.deb

```

Porém, o método acima, mostra uma barra de progresso (abaixo do comando) logo quando inicia o processo de download. Caso por algum motivo específico você não queira ver esta barra de progresso, basta inserir a opção "-q" na linha de comando. Exemplo:
```
wget
 
-q
 
http://www.site.com.br/software.deb

```

Também é possível realizar a mudança de nome após o download. Isso é muito útil quando você está fazendo o download de um arquivo com o nome muito grande, complexo ou complicado. Para renomear após o download, basta inserir a opção "-O" (parece um zero, mas é um "O" maiúsculo) e digitar o novo nome no final da linha de comando, separado do link, é claro. Exemplo:
```
wget
 
-O
 
http://www.site.com.br/soft_123.xD-Loko-0.4.1.deb
 
soft.deb

```

## Ligações Externas
- Página Oficial